# Da Game Is to Be Sold, Not to Be Told
Da Game Is to Be Sold, Not to Be Told je treći Snoop Dogg-ov studijski album. Album je na Billboard 200 debitirao na prvom mjestu.

## Popis pjesama
| #  | Naziv                     | Producent(i)             | Gost(i)                                            | Kompozitor(i) | Bilješke | Trajanje |
| -- | ------------------------- | ------------------------ | -------------------------------------------------- | --- | --- | -------- |
| 1  | "Snoop World"             | KLC                      | Master P                                           | Cordazar Calvin Broadus, Percy Robert Miller Sr., Craig S. Lawson | - | 5:20     |
| 2  | "I Can't Take The Heat"1  | O'Dell                   | Mia X, O'Dell, Anita Thomas                        | Cordazar Calvin Broadus, Mia Young, O'Dell Vickers, Anita Thomas, J. Eugene, C. McIntosh, S. Nichol | Contains interpolation of "Slow Down" by Loose Ends.                                                           | 4:10     |
| 3  | "Woof!"                   | Craig B & Master P       | Fiend, Mystikal                                    | Cordazar Calvin Broadus, Richard Anthony Jones Jr., Michael Ernest Tyler, Craig Bazile, Percy Robert Miller Sr., George Clinton Jr. | Contains interpolation of "Atomic Dog" by G. Clinton                                                           | 4:22     |
| 4  | "Gin & Juice II"          | Carlos Stephens          |                                                    | Cordazar Calvin Broadus, Carlos Stephens | Tends to be a sequel to Gin and Juice                                                                          | 3:36     |
| 5  | "Show Me Love"            | DJ Pooh                  | Charlie Wilson                                     | Cordazar Calvin Broadus, Charles Kent Wilson, Mark Jordan | | 3:53     |
| 6  | "Hustle & Ball"           | O'Dell                   |                                                    | Cordazar Calvin Broadus, O'Dell Vickers | | 3:26     |
| 7  | "Don't Let Go"            | DJ Darryl                |                                                    | Cordazar Calvin Broadus, Darryl Anderson | | 3:47     |
| 8  | "Tru Tank Doggs"          | KLC                      | Mystikal                                           | Cordazar Calvin Broadus, Michael Ernest Tyler, Craig S. Lawson | | 3:55     |
| 9  | "Whatcha Gon Do?"         | Master P                 | Master P                                           | Cordazar Calvin Broadus, Percy Robert Miller Sr. | | 2:37     |
| 10 | "Still a G Thang"         | Meech Wells              |                                                    | Cordazar Calvin broadus, Meech Wells | | 4:20     |
| 11 | "20 Dollars to My Name"   | Master P                 | Fiend, Master P Silkk the Shocker, and Soulja Slim | Cordazar Calvin Broadus, Richard Anthony Jones, Percy Robert Miller Sr., Vyshonn King Miller, James A'Darryl Tapp | | 4:09     |
| 12 | "D.O.G.'s Get Lonely 2"   | Meech Wells & Snoop Dogg | Jon B                                              | Cordazar Calvin Broadus, Jonathan David Buck, Meech Wells | Samples Jon B.'s "They Don't Know" and "Gigolos Get Lonely Too" by The Time                                    | 3:15     |
| 13 | "Ain't Nut'in Personal"   | Craig B                  | C-Murder, Silkk The Shocker,                       | Cordazar Calvin Broadus, Corey Miller, Alfonso Sausa, Vyshonn King Miller, Craig Bazile | | 3:37     |
| 14 | "Dogg Pound Gangsta"      | Craig B                  | C-Murder, Eddie Griffin                            | Cordazar Calvin Broadus, Corey Miller, Eddie Griffin, Craig Bazile, Steven Ralph Arrington, Leroy Bonner, Charles C. Carter, Buddy Hank, O'Shea B. Jackson, Ralph Middlebrooks, Walter Morrison, Bruce Napier, Andrew Noland, Roger Parker, Lorenzo Jerald Patterson, Mervin Pierce, Greg Webster, Eric Lynn Wright, Andre Romell Young | Reworks N.W.A.'s "Gangsta, Gangsta". Also appears on NWA's 10th anniversary edition as "Gangsta, Gangsta".     | 4:53     |
| 15 | "Game Of Life"            | Carlos Stephens          | Steady Mobb'n                                      | Cordazar Calvin Broadus, Alfonso Sausa, Carlos Stephens | Contains sample of Whodini's "Five Minutes Of Funk" also title track for the movie Game of Life.               | 3:52     |
| 16 | "See Ya When I Get There" | Meech Wells              | C-Murder & Mystikal                                | Cordazar Calvin Broadus, Corey Miller, Michael Ernest Tyler, Meech Wells | | 3:20     |
| 17 | "Pay For Pussy"           | Snoop Dogg               | Big Pimpin' Delemond                               | Cordazar Calvin Broadus, Dwight Delemond Williams | | 1:43     |
| 18 | "Picture This"            | Craig B                  | Mia X                                              | Cordazar Calvin Broadus, Mia Young, Craig Bazile | | 2:31     |
| 19 | "Doggz Gonna Get Ya"      | KLC                      | Mac                                                | Cordazar Calvin Broadus, McKinley Phipps, Craig S. Lawson, A. Colandreo, Lawrence Krisna Parker | Interpolates KRS-One's "Love's Gonna Get Ya"                                                                   | 4:59     |
| 20 | "Hoes, Money & Clout"     | Soopafly                 |                                                    | Cordazar Calvin Broadus, Priest Brooks | Scratches by Daz Dillinger. Unofficial video is compiled in the Game of Life movie directed by Michael Martin. | 3:21     |
| 21 | "Get Bout It & Rowdy"     | KLC                      | Master P                                           | Cordazar Calvin Broadus, Percy Robert Miller Sr., Craig S. Lawson | | 4:22     |

## Top liste

### Singlovi
| Naziv                               | Pozicija na top listi | Pozicija na top listi | Pozicija na top listi | Pozicija na top listi | Pozicija na top listi           | Pozicija na top listi              | Direktor videa             |
| Naziv                               | US Hot 100            | SAD Singles Top 40    | US R&B/Hip-Hop        | US Rap                | Radio & Records Airplay - Urban | Radio & Records Airplay - Rhythmic | Direktor videa             |
| "Slow Down" (I Can't Take The Heat) | 41                    | -                     | 32                    | 4                     | -                               | -                                  | Gerald K. Barclay          |
| "Still a G Thang"                   | 19                    | 35                    | 16                    | 3                     | 15                              | 29                                 | Michael Martin             |
| "Woof!"                             | 62                    | 36                    | 31                    | 3                     | -                               | -                                  | No Limit Films (Master P?) |

- ^ ="Slow Down"  Mia X singl "I Can't Take The Heat" na B-strani
- ^ ="Woof" je bio dio Who U Wit kompilacija No Limit All Stars 1999.

### Album
|               | Top liste              |                                     |                 |                   |                |                    |             |
| Billboard 200 | Top R&B/Hip-Hop Albums | Billboard Year-end album chart 1998 | UK Top 75 Album | Australia Top 100 | Canada Top 100 | RIAA Certification |             |
| Pozicija      | 1                      | 1                                   | 42              | 28                | 14             | 4                  | 2X Platinum |
| Datum         | 22.08.1998             | 1998                                | 1998            | 15.08.1998        | 22.08.1998     | 15.08.1998         | 22.10.1998  |